# 勝井三雄
勝井 三雄（かつい みつお、1931年9月6日 - 2019年8月12日）は、戦後〜平成時代の日本を代表したグラフィックデザイナーの一人。勝井三雄デザイン事務所設立者。武蔵野美術大学名誉教授。日本グラフィックデザイン協会（JAGDA）四代目会長。

## 生涯
東京都日本橋出身。1955年、東京教育大学教育学部芸術学科構成科卒業。1956年3月、東京教育大学教育学部芸術学科構成科専攻科修了卒業。1956年、味の素に入社。1961年よりフリー。
1961年3月、勝井デザイン事務所設立。1961年4月、東京教育大学非常勤講師。1966年4月、東京造形大学助教授。1987年4月、武蔵野美術大学客員教授。1992年4月、同教授。2002年4月、同名誉教授。2009年から2012年日本グラフィックデザイナー協会会長。
JAGDA理事、日本展示学会理事、名古屋学芸大学デザイン学科特別顧問を歴任。
2019年8月12日膵がんのため死去。
息子の勝井北斗は、ミントデザインズのファッションデザイナー。

## 業績
幾何学的なパターン（彩紋彫刻機を使用したギョームパターン）を用いたグラフィックデザインで知られる。「現代世界百科事典」のレイアウトで内外のブックデザイン賞を受賞。大阪万博（1970年）、沖縄海洋博（1975年〜1976年）、つくば科学万博（1985年）などの国際博覧会にアートディレクターとして関わり、1990年に大阪府で開かれた花の万博では公式ポスターやシンボルマークを手掛けた。1990年、DICカラーガイドを作成監修。また、2008年から使用されている文部科学省の羅針盤をモチーフにしたシンボルマークをデザインしたことでも知られている。

文部科学省のシンボルマーク
国際花と緑の博覧会
武蔵野美術大学
理化学研究所

## 主な受賞
- 1961年、日本宣伝美術会賞（第8回） - 「ニューヨークの人々」（ポスター）
- 1965年、毎日産業デザイン賞
- 1972年、講談社出版文化賞（第3回）
- 1972年、ブルノ・ブックデザイン・ビエンナーレ展銅賞
- 1987年、ラハチ国際ポスター・ビエンナーレ最高賞
- 1990年、メキシコ・ポスタービエンナーレ・グランプリ（第1回）
- 1990年、ブルノ国際グラフィックデザイン・ビエンナーレ・グランプリ
- 1994年、日本宣伝賞山名賞（第15回）
- 1994年、ワルシャワ国際ポスタービエンナーレ金賞
- 1995年、毎日デザイン賞
- 1995年、東京ADC原弘賞
- 1994年、日本宣伝賞山名賞（第15回）
- 1995年、毎日デザイン賞
- 1995年、東京ADC原弘賞
- 1993年、芸術選奨文部大臣賞（第43回） - 作品「アイム ヒア」
- 1996年、紫綬褒章
- 1998年、通産大臣デザイン功労者
- 1999年、東京ADC原弘賞
- 1996年、勝見勝賞（第9回）
- 2000年、造本装幀コンクール展審査委員奨励賞（第35回）
- 2001年、造本装幀コンクール展日本印刷産業連合会会長賞（第36回） - 「水野克比古の全仕事」
- 2007年、造本装幀コンクール展文部科学大臣賞（第42回）
- 2004年、旭日小綬章[9]
- 2005年、「世界で最も美しい本」金文学賞（ドイツ・ライプツィヒ）
- 2005年、亀倉雄策賞
- ニューヨークADC金賞

など。

## 著書・共著
- 『世界のグラフィックデザイン　第6巻エディトリアルデザイン』（講談社）
- 『現代グラフィックデザイン大系　CG編』（講談社）
- 『現代デザイン事典』（平凡社）

など。

## 主な作品収蔵先
- ニューヨーク近代美術館
- 富山県立近代美術館
- 宇都宮美術館
- サントリー美術館
- 川崎市市民ミュージアム
- 武蔵野美術大学美術館・図書館

など。